# Ramon Monegal
Ramon Monegal (Barcelona, 1951) és un perfumista espanyol vinculat a la perfumeria d’autor. Membre de la quarta generació d’una família amb una llarga trajectòria a la indústria, va treballar durant tres dècades a Myrurgia i el 2009 va fundar la seva pròpia marca, Monegal, amb seu a Barcelona.

## Biografia
Ramon Monegal ha estat sempre lligat a la perfumeria. El seu besavi, Esteve Monegal i Prat, va obrir una drogueria que amb el temps es convertiria en Myrurgia, fundada el 1916. Encara que inicialment va estudiar arquitectura, el 1972 va iniciar la seva formació com a perfumista a l’empresa familiar, i la va continuar a Ginebra amb Artur Jordi Pey (Firmenich), a Grassa amb Marcel Carles i a París amb Pierre Bourdon.
Durant més de trenta anys, va treballar com a creador de fragàncies a Myrurgia, desenvolupant colònies per a marques com Adolfo Domínguez, Antonio Miró, Don Algodón i Massimo Dutti, entre altres. Després de l’adquisició de Myrurgia pel grup Puig l’any 2000, va decidir desvincular-se de la indústria convencional. El 2009 va fundar la seva pròpia marca.